# Bianca Hoogendijk
Bianca Hoogendijk (Emmen, 29 september 1960) is een Nederlandse rechtsgeleerde. Zij is gehuwd met oud-premier Jan Peter Balkenende. 

## Levensloop
Hoogendijk studeerde rechten. Ze leerde Balkenende eind jaren 80 kennen toen ze werkte als assistent bij de CDA-fractie van de Tweede Kamer. Enige tijd verloren ze elkaar uit het oog, maar in 1996 na een relatie van vier jaar trouwden ze met elkaar. Ook tijdens hun huwelijk hadden ze aanvankelijk een latrelatie: pas toen hun dochter Amelie werd geboren (1999) gingen ze samenwonen in Capelle aan den IJssel.
Hoogendijk is de eerste Nederlandse vrouw van een minister-president die haar eigen achternaam gebruikte, in plaats van die van haar echtgenoot. Ook is ze de eerste premiersvrouw die een baan buitenshuis hield (ze werkt als universitair docent arbeidsrecht aan de Erasmus Universiteit Rotterdam) en die de doctorstitel heeft (en de derde met een universitaire opleiding). Haar promotie in 1999 leidde tot enige opschudding, omdat ze er in haar proefschrift voor pleitte dat een zieke werknemer verplicht zou moeten worden de aard van zijn ziekte mee te delen aan de werkgever.